# غريغور شنايدر
غريغور شنايدر (بالألمانية: Gregor Schneider)‏ هو فنان ألماني، ولد في 5 أبريل 1969 في ريدت في ألمانيا.

## وصلات خارجية
- غريغور شنايدر على موقع مونزينجر (الألمانية)